# Вальтин, Альберт Иванович
Альбе́рт Ива́нович Ва́льтин (16 ноября 1937, Харьков, СССР — 18 февраля 2015) — советский баскетболист, серебряный призёр Олимпийских игр. Заслуженный мастер спорта СССР (1967). Судья республиканской категории (1978).

## Биография
На Олимпиаде 1960 года в составе сборной СССР сыграл 8 матчей и стал обладателем серебряной медали.
Победитель Спартакиады 1967 года в составе сборной Украинской ССР. Чемпион СССР 1966/67.
Окончил Киевский государственный институт физической культуры. В 1969—1972 — преподаватель, в 1976—1981 — старший преподаватель Киевского ГИФКа. В 1972—1976 — тренер по баскетболу в одной из киевских ДЮСШ.

## Награды
- Медаль «За трудовое отличие» (16.09.1960) — за успешные выступления в XVII летних и VIII зимних Олимпийских играх 1960 года, а также за выдающиеся спортивные достижения[2]